# Crypturellus berlepschi
Il tinamo di Berlepsch (Crypturellus berlepschi Rotschild, 1897)  è un uccello  della famiglia Tinamidae.
Il nome della specie è un omaggio all'ornitologo tedesco Hans von Berlepsch (1850 – 1915).

## Descrizione
Lunghezza: 29,6–32 cm.

Peso: 430-527 g (maschio), 512-615 g (femmina).

## Distribuzione e habitat
Colombia nord-occidentale, Ecuador nord-occidentale.